# Pummarò
Pummarò è un film italiano del 1990 diretto da Michele Placido, alla sua prima esperienza dietro la macchina da presa.
Fu presentato nella sezione Un Certain Regard del 43º Festival di Cannes.

## Trama
Kwaku, un ragazzo ghanese, da poco laureatosi, si mette in viaggio sbarca clandestino a Napoli alla ricerca del fratello (Giobbe), emigrato in Italia, con la speranza di guadagnare abbastanza soldi per pagare gli studi del fratello.
Giobbe soprannominato Pummaro'  fa il raccoglitore di pomodori nel casertano, (da cui il titolo del film: in napoletano pummarò vuol dire appunto pomodoro), ma Kwaku non troverà mai suo fratello, che è ricercato dalla polizia e dalla camorra per essersi ribellato e aver rubato un camion.
Comincia allora un viaggio attraverso tutta l'Italia, passando tra le altre a Roma e Verona, fino a Francoforte in Germania.

## Curiosità
Nelle scene girate a Roma, fanno una breve comparsata il regista, sceneggiatore e soggettista del film Michele Placido, che in una scena legge il giornale alla stazione Termini, e sua figlia Violante, nei panni di una passeggera nella scena in cui Kwaku viaggia su un autobus della capitale.